# Sur Sports Club
Maillots
Actualités
Le Sur Sports Club (en arabe : نادي صور الرياضي), plus couramment abrégé en Sur SC, est un club omanais de football fondé en 1969 et basé à Sour.

## Palmarès
| \| - Championnat d'Oman (2) : - Vainqueur : 1994-1995 et 1995-1996. - Vice-champion : 1996-1997 et 1997-1998. - Coupe du Sultan Qaboos (4) : - Vainqueur : 1973, 1992, 2007 et 2018-2019. - Finaliste : 2006 et 2014-2015. \| \| - Supercoupe d'Oman : - Finaliste : 2008 et 2019. \| |  |                                                   |
| - Championnat d'Oman (2) : - Vainqueur : 1994-1995 et 1995-1996. - Vice-champion : 1996-1997 et 1997-1998. - Coupe du Sultan Qaboos (4) : - Vainqueur : 1973, 1992, 2007 et 2018-2019. - Finaliste : 2006 et 2014-2015.                                                               |  | - Supercoupe d'Oman : - Finaliste : 2008 et 2019. |